# Teodor Studitul
Teodor Studitul (n. 759 d.Hr., Constantinopol, Imperiul Roman de Răsărit – d. 11 noiembrie 826 d.Hr., Bitinia, Turcia) a fost un imnograf, teolog ortodox și stareț al Mănăstirii Sfântului Ioan Botezătorul a lui Studius, la marginea orașului Constantinopol, capitala Imperiului Bizantin. Cea mai împortantă contribuție teologică a sfântului Teodor Studitul, Despre sfintele icoane, a fost o apărare a icoanelor în timpul celei de-a doua perioade a iconoclasmului bizantin (814-842). Este prăznuit la data de 11 noiembrie în Biserica Ortodoxă și în Biserica Catolică.

## Viața
Acesta a trăit pe când împărățea Constantin V Copronim (741-775) și era din părinți evlavioși, anume Fotino și Teoctista. Alegându-și el de mic viața cea bună (monahală) și învățând carte, a ajuns la înălțimea cunoștinței. Deci, călugărindu-se și plinind tot felul de fapte bune, s-a învrednicit harului preoțesc de la Sfântul Tarasie, patriarhul Constantinopolului. Fiind atunci egumen la Mănăstirea Studion Preacuviosul Platon și lăsând acela egumenia, a primit egumenia fericitul Teodor, care a păstorit-o cu sârg.
Dar fiindcă a mustrat cu îndrăzneală împreună cu Sfântul Tarasie pe împăratul Constantin VI (780-797), feciorul Irinei, că și-a lepădat pe legiuita sa femeie și a luat pe alta, Sfântul Tarasie a fost scos din scaunul său, iar pe marele Teodor bătându-l, l-au izgonit la Tesalonic. Apoi, Constantin fiind orbit, a fost lipsit și de împărăție, Irina a devenit împărăteasă (797-802). Atunci a fost chemat Teodor din surghiun.
Însă când s-a făcut împărat Nichifor I (802-811), care se numea și Stavrachie, iarăși a fost izgonit sfântul la Tesalonic. Iar când a împărățit Leon Armeanul și căuta să înlăture sfintele icoane, mustrând cu îndrăzneală fericitul Teodor pe împăratul pentru această faptă, a fost izgonit de către dânsul la Metop, lângă lacul Apoloniada, în Frigia, și de acolo iarăși a fost trimis spre partea răsăritenilor, unde a primit vreo sută de toiege pe spinare pe care le-a suferit cu vitejie. Și iarăși a fost chinuit de mai-marele oastei cu grele bătăi.
Și de acolo a fost trimis la Smirna și închis într-o temniță, unde i s-au pus picioarele în butuci pentru chinuri. După aceea, dacă a luat Mihail al II-lea Gângavul (820-829) împărăția, a fost scos din legături marele Teodor și chemat din surghiun. Și având puțină odihnă, s-a aflat cu prietenii săi și cu bună nădejde a răposat întru Domnul.
Era om uscățiv, palid la față, cu păr cărunt și cam pleșuv la cap.

## Scrieri
- Despre sfintele icoane
- Cuvântări duhovnicești
- Scrisori
- Iisus Hristos - prototip al icoanei Sale. Tratatele contra iconomahilor, Editura Deisis, Alba Iulia, 1994 (Titlul cărții este dat de editorul în limba română a câtorva din scrierile Sf. Teodor Studitul. Cartea cuprinde cele trei Tratate contra iconoclaștilor, 15 probleme puse iconomahilor, 7 capitole împotriva iconomahilor și Epistola catre Platon despre venerarea icoanelor. În anexă mai cuprinde Definiția dogmatică a Sinodului VII Ecumenic și Epistola Sf. Grigore de Nyssa despre diferența dintre ființă și ipostas. - cf. Apologeticum Arhivat în 16 noiembrie 2011, la Wayback Machine.
- Cuvintele Sfîntului Teodor Studitul, Episcopia Ortodoxă Română Alba Iulia, Alba Iulia, 1994 (Lucrarea a fost tradusă și tiparită pentru prima dată în limba română în anul 1784 de Filaret, episcopul Râmnicului. Arhimandritul Athanasie Dinca le-a diortosit și retipărit la Căldărușani în anul 1940. Ediția a treia a fost tiparită de Episcopia Alba Iulia în anul 1994. Cartea conține 95 de cuvântări duhovnicești. - Format digital Apologeticum Arhivat în 16 noiembrie 2011, la Wayback Machine.)

## Iconografie
Erminia lui Dionisie din Furna (ed. Sophia, București, 2000, pp. 159, 163, 190) ne arată că Sf. Teodor Studitul trebuie zugrăvit astfel:
- ca un călugăr "bătrân, pleșuv, [uscățiv, cărunt, plăviț la față și la păr], cu barba împărțită în două, care zice: "Fraților și părinților, noi cei care am primit nenumărate faceri de bine de la Dumnezeu, se cade pururea a-I mulțumi Lui, cu conștiința curată".
- Sau, în ceata imnografilor și dascălolor cântăreți, zice: "Pe nematerialnica ființă a puterilor celor înțelegătoare..."

## Legături externe
- Venerable Theodore the Confessor the Abbot of the Studion
- Le 11 novembre, mémoire de notre Saint Père Théodore Studite, le Confesseur
- Testamentul Sfantului Teodor Studitul, 8 iunie 2012, CrestinOrtodox.ro